# Ford Focus
La Ford Focus è un'autovettura di segmento C prodotta dalla casa automobilistica statunitense Ford a partire dal 1998, in sostituzione della Ford Escort. Nel 2018 è giunta alla quarta serie ed è stata prodotta soprattutto in versione berlina, familiare e crossover.
Lanciata in Europa nel 1998 e in Nord America nel 2000, la Focus ha seguito due linee di sviluppo diversificate. La seconda serie venne introdotta in Europa nel 2004 e fu un modello completamente nuovo. Negli Stati Uniti d'America, invece, la prima serie venne pesantemente aggiornata nel 2007 finché non venne sostituita da un nuovo modello, la Focus terza serie, identico per tutti i mercati.
Nel 1999 è stata giudicata Auto dell'anno in Europa. Con oltre un milione di pezzi venduti, è stata l'auto più venduta al mondo nel 2012.

## Prima generazione (1998-2005)
La Ford Focus ha esordito durante il Salone di Ginevra del 1998 come erede della Ford Escort, venendo poi eletta Auto dell'anno 1999. È disponibile in quattro varianti: 3 porte, 5 porte, 4 porte e station wagon. All'inizio del 2002 è stata sottoposta a un lieve restyling, per poi essere sostituito dalla Focus di seconda generazione alla fine del 2004. 

## Seconda generazione (2004-2011)
La Focus di seconda generazione è disponibile nelle versioni 3, 4, 5 porte e Station Wagon, ma per la prima volta c'è anche una variante monovolume, la Ford C-MAX, e una versione coupé-cabriolet presentata al Salone di Parigi 2004 e realizzata da Pininfarina.
Le motorizzazioni diesel sono state sviluppate in collaborazione con il gruppo PSA.

## Terza generazione (2011-2018)
La Focus di terza generazione è stata presentata al Salone di Detroit nel gennaio 2010. In questa generazione, le versioni 3 porte e coupé-cabriolet non sono state più prodotte. Nel 2013 è stata introdotta per la prima volta la Focus ST nella variante station wagon; in seguito è arrivata la RS che per la prima volta è stata dotata di trazione integrale permanente. A ottobre 2014 ha subìto un profondo restyling.

## Quarta generazione (dal 2018)
La quarta generazione è stata presentata a Londra il 10 aprile 2018 ed è stata introdotta sul mercato a giugno 2018, disponibile nelle versioni berlina a cinque porte, quattro porte, station wagon "SW" e crossover "Active"; la versione restyling della Focus è arrivata a ottobre 2021.

## Galleria d'immagini
| Focus I | Focus II | Focus III | Focus IV |
| ------- | -------- | --------- | -------- |
|         |          |           |          |
|         |          |           |          |
|         |          |           |          |

## Ford Focus americana

### Prima serie
La Focus venne venduta anche in America a partire dal 2000 con motorizzazioni più potenti e nelle versioni berlina e familiare.
Dopo il 2005, la versione americana venne venduta negli Stati Uniti, in Canada, in Messico e in altri stati latino-americani, mentre la nuova versione europea era già disponibile. La Focus 2 europea rimpiazzò la Focus Americana nel mercato messicano a partire dai primi mesi del 2007, mentre in Canada e negli USA, la Focus statunitense subì un pesante restyling. Quando è stata introdotta nel mercato nordamericano, la Focus era la più piccola delle berline Ford (la Festiva e la Fiesta di segmento B erano state interrotte da diversi anni).

### Seconda serie

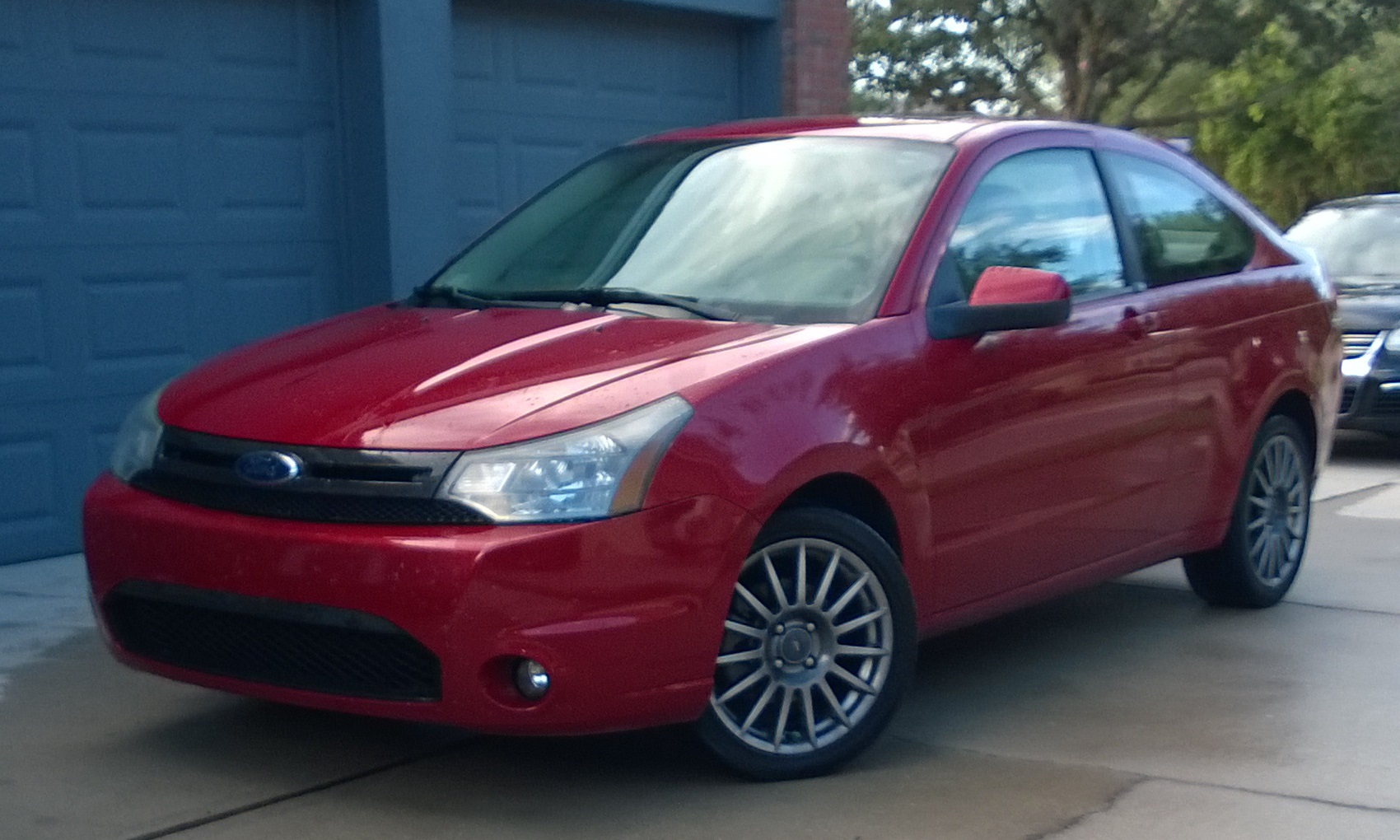
Focus americana seconda serie

La Focus è stata completamente riprogettata nel 2008 includendo la griglia anteriore cromata come le altre Ford americane. È stata presentata al North American International Auto Show.
Per la prima volta verrà venduta una due porte con carrozzeria coupe, assieme alla berlina a 4 porte.
Anche gli interni sono stati completamente ridisegnati, caratterizzati da un display nella parte superiore del cruscotto che indica le informazioni della radio.
Il 2.3 litri Duratec è stato eliminato, lasciando solamente il 2.0 litri per migliorare i consumi. Il telaio è stato alleggerito e irrobustito.